# Tabanus inconspicua
Tabanus inconspicua är en tvåvingeart som först beskrevs av Walker 1848.  Tabanus inconspicua ingår i släktet Tabanus och familjen bromsar. Inga underarter finns listade i Catalogue of Life.